# 하시모토 나나미
하시모토 나나미(일본어: 橋本奈々未, 1993년 2월 20일~)는 일본의 아이돌이며, 여성 아이돌 그룹 노기자카46의 전 멤버이다. 《CanCam》의 전속 모델을 맡았었다.
홋카이도 아사히카와시 출신.

## 내력
2011년
- 봄, 대학 입학을 위해 상경[1].
- 8월 21일, 노기자카46의 1기생 오디션에 합격[2]. 잠정 선발 멤버에 선택되어, 서는 위치는 앞줄이었다[3].

2012년
- 2월 22일, 노기자카46의 1st 싱글 〈빙글빙글 커튼〉으로 CD 데뷔.

2013년
- 4월 6일, 닛폰 TV 드라마 《BAD BOYS J》에 출연[4].
- 4월 8일, 닛폰 TV 《ZIP!》에, 이 날부터 시작하는 새로운 코너 〈센류 여자〉 내의 재현 드라마에 OL 역으로서 레귤러 출연 개시[5].
- 7월 8일, 게츠쿠 드라마 《SUMMER NUDE》에 출연[6].

2014년
- 업무상의 형편으로 통학이 어려워져, 미술 대학을 중퇴했다.

2015년
- 3월 23일, 패션지 《CanCam》의 전속 모델에 기용되었다[7].

2016년
- 10월 17일, 노기자카46의 16th 싱글 〈안녕의 의미〉로 첫 센터를 맡는 것이 발표되었다[8].
- 10월 20일, 《노기자카46의 올나이트 닛폰》에서 2017년 2월 20일을 목표로 노기자카46를 졸업하고, 연예계 은퇴를 하는 것이 발표되었다[9].

2017년
- 2월 20일 노기자카46 졸업 및 은퇴.

## 실제인물 하시모토 나나미, 가상인물 캐치티니핑
- 애칭은 〈나나밍(ななみん)〉, 알쏭달쏭 캐치티니핑 나나핑
- 독서를 좋아한다.
- 중학교 때는 농구부 선수, 고등학교 때는 농구부 매니저로 활동했다.

## 노기자카46에서의 참가곡

### 싱글 CD 선발곡
- ぐるぐるカーテン / 빙글빙글 커튼
  - 会いたかったかもしれない / 만나고 싶었을지도 몰라
  - 失いたくないから / 잃고 싶지 않으니까
  - 白い雲にのって / 흰 구름에 올라
  - 乃木坂の詩 / 노기자카의 시
- おいでシャンプー / 이리 와 샴푸
  - 心の薬 / 마음의 약
  - 偶然を言い訳にして / 우연을 핑계삼아
  - ハウス! / 하우스!
- 走れ!Bicycle / 달려라! Bicycle
  - せっかちなかたつむり / 성급한 달팽이
  - 人はなぜ走るのか? / 사람은 왜 달리는가?
  - 音が出ないギター / 소리가 나지 않는 기타
- 制服のマネキン / 제복의 마네킹
  - 指望遠鏡 / 손가락 망원경
  - 指望遠鏡〜アニメ版〜 / 손가락 망원경~애니판~
- 君の名は希望 / 너의 이름은 희망
  - シャキイズム / 샤키이즘
  - ロマンティックいか焼き / 로맨틱 오징어 야키
  - でこぴん / 데코핑
- ガールズルール / 걸즈 룰
  - 世界で一番 孤独なLover / 세상에서 가장 고독한 Lover
  - 人間という楽器 / 인간이라고 하는 악기
- バレッタ / 바레트
  - 月の大きさ / 달의 크기
  - 私のために 誰かのために / 나를 위해서 누군가를 위해서
  - そんなバカな・・・ / 그런 바보같은・・・
  - やさしさとは / 상냥함이라는 것은
  - 月の大きさ〜アニメ版〜 / 달의 크기~애니판~
- 気づいたら片想い / 깨닫고 보니 짝사랑
  - ロマンスのスタート / 로맨스의 스타트
  - 吐息のメソッド / 한숨의 메서드
  - 孤独兄弟 / 고독 형제
- 夏のFree&Easy / 여름의 Free&Easy
  - 何もできずにそばにいる / 아무것도 못한 채 곁에 있는다
  - その先の出口 / 그 앞의 출구
- 何度目の青空か? / 몇 번째 푸른 하늘인가?
  - Tender days
- 命は美しい / 생명은 아름다워
  - 立ち直り中 / 재기 중
- 太陽ノック / 태양 노크
  - 魚たちのLOVE SONG / 물고기들의 LOVE SONG
  - 羽根の記憶 / 날개의 기억
- 今、話したい誰かがいる / 지금, 말하고 싶은 누군가가 있어
  - 悲しみの忘れ方 / 슬픔을 잊는 법
- ハルジオンが咲く頃 / 봄망초 필 무렵
  - 急斜面 / 급사면
- 裸足でSummer / 맨발로 Summer
  - 僕だけの光 / 나만의 빛
- サヨナラの意味 / 안녕의 의미
  - 孤独な青空 / 고독한 푸른 하늘
  - ないものねだり / 생떼

### 앨범 CD 선발곡
- 《透明な色 투명한 색》에 수록
  - 革命の馬 / 혁명의 말
  - 僕がいる場所 / 내가 있는 장소
- 《それぞれの椅子 각각의 의자》에 수록
  - きっかけ / 계기
  - 太陽に口説かれて / 태양에게 설득당해
  - 空気感 / 공기감

## 출연

### 드라마
- BAD BOYS J (2013년 4월 ~ 6월, 닛폰 TV) - 요시모토 쿠미 역
- SUMMER NUDE (2013년 7월 ~ 9월, 후지 TV) - 이사카키 요코 역
- LOVE 이론 (2013년 12월 27일, TV 도쿄) - 아라가키 유미 역
- 하츠모리 베마즈 (2015년 7월 ~ 9월, TV 도쿄) - 마루큐 역

### 영화
- 극장판 BAD BOYS J (2013년 11월 9일, 쇼게이트) - 요시모토 쿠미 역
- 초능력 연구부의 3인 (2014년, 2014 〈초능력 연구부의 3인〉 제작 위원회) - 주연

### 버라이어티
- ZIP! (2013년 4월 ~ 2014년 3월, 닛폰 TV) - OL 역
- NHK 아사히카와 개국 80주년 기념 프로그램 〈아사히카와 보물 필름으로 Q〉 (2013년 11월 23일, NHK 아사히카와 방송국)
- World Baseball 엔터테인먼트 타맛치! (2015년 4월 12일 ~ 2017년 2월 20일, 후지 TV) - 5대째 어시스턴트

### PV
- fumika 〈Endless Road〉 (2014년 4월 30일)
- 후지패브릭 〈Girl! Girl! Girl!〉 (2015년 10월 14일)

### CM
- forTUNE music (2013년 4월 ~ 2017년 2월 20일 , 소니 뮤직 디스트리뷰션)

## 서적

### 잡지
- CanCam (2015년 3월 23일 ~ 2017년 2월 20일, 쇼가쿠칸) - 전속 모델